# Technomyrmex sycorax
Technomyrmex sycorax es una especie de hormiga del género Technomyrmex, subfamilia Dolichoderinae. Fue descrita científicamente por Bolton en 2007.
Se distribuye por Gabón y Mozambique. Se ha encontrado a elevaciones de hasta 640 metros. Vive en bosques lluviosos.